# Glogonj
Glogonj (cyr. Глогоњ) – wieś w Serbii, w Wojwodinie, w okręgu południowobanackim, w mieście Pančevo. W 2011 roku liczyła 3012 mieszkańców.